# Сарабиа, Мануэль
Мануэль «Ману» Сарабиа Лопес (исп. Manuel Sarabia López, род. 9 января 1957, Абанто-и-Сьервана, Бискайя) — испанский футболист и футбольный тренер.
Мануэль провёл 363 игры и забил 101 гол в испанской Примере, выступая за команды «Атлетик Бильбао» и «Логроньес». В составе «Атлетика» он дважды становился чемпионом Испании, также по разу выигрывал Кубок и Суперкубок Испании.
В составе сборной Испании Сарабиа выступал на чемпионате Европы 1984 года, где стал серебряным призёром.
После завершения карьеры игрока Сарабиа в качестве тренера работал с клубами «Бильбао Атлетик», «Бадахос» и «Нумансия».

## Клубная карьера
Мануэль Сарабиа родился в испанском городке Абанто-и-Сьервана, провинции Бискайя.
Сарабиа дебютировал 19 сентября 1976 в команде «Атлетик Бильбао» в домашнем матче против клуба «Депортиво Малага», который закончился со счётом 1:1. Всего Сарабиа сыграл за «Атлетик Бильбао» в чемпионате Испании 284 матча и забил 83 гола.
Сарабиа закончил игровую карьеру в 34 года, последние три года проведя в клубе «Логроньес», за который забил 20 голов.

## Выступления за сборную
За национальную сборную Испании Сарабиа сыграл 15 матчей и забил два гола. Его дебют состоялся 16 февраля 1983 года в матче квалификационного турнира к чемпионату Европы 1984 против сборной Нидерландов, который закончился победой испанской сборной со счётом 1:0. В ещё одном матче квалификации, 21 декабря 1983 года против сборной Мальты, Сарабиа забил свой первый гол за сборную. Он был включён в заявку на чемпионат Европы 1984, где принял участие в трёх матчах, в том числе в полуфинале и финале.

### Голы за сборную
| № | Дата            | Место                                 | Соперник | Гол  | Счёт | Турнир                               |
| 1 | 21 декабря 1983 | Бенито Вильямарин, Севилья, Испания   | Мальта   | 11:1 | 12:1 | Чемпионат Европы 1984 — квалификация |
| 2 | 12 июня 1985    | Лаугардалсвёллур, Рейкьявик, Исландия | Исландия | 1:1  | 1:2  | Чемпионат мира 1986 — квалификация   |

## Награды
Атлетик Бильбао
- Ла Лига:  Чемпион (2) 1982-83,[3] 1983-84[4]
- Кубок Испании:  Чемпион (1) 1983-84;  Финалист (2) 1976-77,[5] 1984-85[6]
- Суперкубок Испании:  Чемпион (1) 1984[7]
- Кубок УЕФА:  Финалист (1) 1976-77[8]

Сборная Испании
- Чемпионат Европы по футболу:  Финалист (1) 1984[9]

## Примечание
1. ↑  Leyendas del Athletic Club de Bilbao – Sarabia (исп.). El Correo. Дата обращения: 3 февраля 2015. Архивировано 3 февраля 2015 года.
2. ↑  El Lleida sentencia al Athletic en un mal partido (исп.). El Mundo Deportivo (20 мая 1996). Дата обращения: 3 февраля 2015. Архивировано 3 февраля 2015 года.
3. ↑  Spain 1982/83. RSSSF. Дата обращения: 3 февраля 2015. Архивировано 30 января 2018 года.
4. ↑  Spain 1983/84. RSSSF. Дата обращения: 3 февраля 2015. Архивировано 30 января 2018 года.
5. ↑  Iriondo: Siento una gran alegria y... un poco de pena (исп.). El Mundo Deportivo (26 июня 1977). Дата обращения: 3 февраля 2015. Архивировано 3 февраля 2015 года.
6. ↑  2–1: Hugo se fue por la puerta grande (исп.). El Mundo Deportivo (1 июля 1985). Дата обращения: 4 марта 2015. Архивировано 2 апреля 2015 года.
7. ↑  Spain – List of Super Cup Finals. RSSSF. Дата обращения: 4 марта 2015. Архивировано 20 октября 2018 года.
8. ↑  Athletic 2–1 Juventus. UEFA.com. Дата обращения: 3 февраля 2015. Архивировано 19 ноября 2015 года.
9. ↑  France 2–0 Spain. UEFA.com. Дата обращения: 3 февраля 2015. Архивировано 1 января 2014 года.